# Salvatore Di Marzo
Salvatore Di Marzo (Palerme, 25 février 1875 – Rome, 16 mai 1954) est un homme politique italien.

## Biographie

### Carrière universitaire
Salvatore Di Marzo obtient un Laurea en droit à l'université de Palerme en 1896.
Il enseigne le droit romain dans les universités de Cagliari, Messine et Pise.
Il est nommé recteur de l'université de Messine en 1908 pour un an. 
Il est ensuite professeur titulaire en droit romain à l'université de Palerme en 1913, et est recteur de Palerme à deux reprises, en 1923-1924 et en 1933-1934. 
Il finit sa carrière comme professeur émérite des institutions de droit romain à l'université de Rome.

### Député et podestà de Palerme
Il est élu lors des élections législatives de 1924 dans le collège unique sicilien, puis réélu en 1929.
Quelques jours après la visite officielle de Mussolini à Palerme en mai 1924, la municipalité de Giuseppe Lanza di Scalea démissionne en mai et laisse la place au commissaire préfectoral Di Donato. Les fascistes s'assurent le soutien des propriétaires fonciers et des industriels et se mobilisent pour conquérir la municipalité : violences policières, campagne de propagande, activités sociales et culturelles, manifestations en présence de dirigeants nationaux du parti fasciste (Farinacci, Ciano, Federzoni, Ezio Maria Gray, Rossoni...). Face à eux, le PPI reste faible à Palerme et perd de l'influence dans les zones rurales en raison de la contre-attaque des agrariens et de la mafia. Ni les socialistes réformistes, alliés d'Orlando, ni les socialistes unis menés par Gaspare Nicotri, ni les maximalistes d'Arturo Vella ne participent à la campagne électorale. Les communistes, pour l'essentiel abstentionnistes bordiguistes, sont menacés.
Ainsi, trois listes s'affrontent lors des élections municipales du 2 août 1925 : la liste nationale, conduite par le maire sortant aux côtés de fascistes et d'agrariens, pour certains proches de la mafia ; l'Union palermitaine pour la liberté de Vittorio Emanuele Orlando et de l'opposition aventinienne ; et la liste communiste, composée principalement d'ouvriers et d'artisans. 
Les enjeux de politique nationale écrasent la question des programmes locaux, et les fascistes usent de méthodes d'intimidations contre leurs adversaires, notamment avec l'arrivée de 200 chemises noires napolitaines une semaine avant le scrutin. La liste fasciste obtient 61,23 % des voix et 64 conseillers dont 42 fascistes, contre 38,50 % des voix et 16 sièges pour la liste de l'Union démocratique de Palerme et  0,27 % à la liste communiste. Le taux de participation est de 38 %, mais culmine à des scores jamais vu dans les banlieues de Palerme (jusqu'à 98 % à Boccadifalco) qui votent fasciste, alors que le centre met en tête l'Union. 
Nommé pro-maire de Palerme par le conseil municipal élu le 2 août 1925, Di Marzo est podestà  après la dissolution de celui-ci, du 24 décembre 1926 au 28 septembre 1929.

### Au gouvernement puis au Sénat
Il quitte Palerme après sa nomination dans le Gouvernement Mussolini comme sous-secrétaire au ministère de l'Éducation nationale (12 septembre 1929-20 juillet 1932).
Il est nommé sénateur le 1er mars 1934.